# Světí
Světí település Csehországban, a Hradec Králové-i járásban. Světí Neděliště, Hradec Králové, Předměřice nad Labem és Všestary településekkel határos. Lakosainak száma 346 fő (2024. január 1.).

## Népesség
A település lakosságának változását az alábbi diagram mutatja:
| Lakosok száma | 428  | 408  | 422  | 378  | 299  | 291  | 324  | 328  | 323  | 346  |
|               | 1869 | 1900 | 1921 | 1961 | 1980 | 2011 | 2016 | 2019 | 2021 | 2024 |